# The Back Door of Heaven
«The Back Door of Heaven» es una canción interpretada por la cantante estadounidense Nancy Wayne. Fue publicada en abril de 1974 como el sencillo principal de su álbum debut Cheatin' Was the Last Thing on My Mind.

## Recepción de la crítica
Un escritor no especificado de Record World declaró: “Letras inteligentes y una producción nítida complementan una interpretación vocal positiva de Nancy”, mientras que la revista Billboard calificó «The Back Door of Heaven» como una “melodía con sabor a country y un título pegadizo que se repite varias veces en la canción”.

## Lista de canciones
Todas las canciones escritas y compuestas por Glen Ballantyne.
1. «The Back Door of Heaven» – 2:51
2. «The Greatest Show on Earth» – 3:07

## Posicionamiento
| Gráfica (1974)                                      | Pico de posición |
| --------------------------------------------------- | ---------------- |
| Estados Unidos (Billboard Hot Country Singles)      | 55               |
| Estados Unidos (Cash Box Country Top 75)            | 45               |
| Estados Unidos (Record World Country Singles Chart) | 39               |